# Austin A90
Austin A90 war der Name zweier Modellreihen, die die Austin Motor Company nach dem Zweiten Weltkrieg herausbrachte.

## Austin A90 Atlantic (1949–1952)
Der Austin A90 Atlantic war eine zweitürige Limousine bzw. ein Cabriolet der oberen Mittelklasse, das die Austin Motor Company 1949 als Einstieg in den Nachkriegsmarkt für Sportwagen, insbesondere in den USA, herausbrachte.
Sein Vierzylinder-Reihenmotor hatte einen Hubraum von 2660 cm³ und entwickelte 88 bhp (65 kW). Das reichte für eine Höchstgeschwindigkeit von 147 km/h. Die Karosserie mit den geschwungenen Kotflügeln und den abgedeckten hinteren Radausschnitten soll von den von Pininfarina gezeichneten Alfa-Romeo-Coupés beeinflusst worden sein und war typisch für die englischen Konstruktionen der damaligen Zeit. In der Mitte der Fahrzeugfront trug der A90 Atlantic einen einzelnen Nebelscheinwerfer. Statt der damals üblichen Winker hatte er bereits eine moderne Blinkanlage. Die Bremsen waren zunächst nur teilweise hydraulisch betätigt, d. h., an der Hinterachse saß ein „frame zylinder“, der an das hydraulische Bremssystem angeschlossen war und die Stange für die Handbremse betätigte. Ab 1951 gab es vollhydraulische Bremsen.
Bereits nach drei Jahren wurde das Modell wegen schleppenden Verkaufs ohne Nachfolger eingestellt; 7981 Fahrzeuge wurden gebaut.
Der Motor wurde jedoch schon 1953 weiter verwendet im ersten Modell des Austin-Healey, dem Austin-Healey 100.

## Austin A90 Westminster (1954–1956)
1954 erschien der Austin A90 Westminster, eine viertürige Limousine mit Pontonkarosserie, einzeln an Schraubenfedern und Querlenkern aufgehängten Vorderrädern und einer angetriebenen starren Hinterachse, die an Blattfedern hing. Der Wagen hatte einen Sechszylinder-Reihenmotor mit 2639 cm³ Hubraum und 85 bhp (63 kW) sowie ein Vierganggetriebe mit Lenkradschaltung. Das Fahrzeug im Stil des Austin A40 / Austin A50 erreichte eine Höchstgeschwindigkeit von 137 km/h.
Es gab eine Standard- und eine De-Luxe-Ausführung; Letztere hatte serienmäßig eine Heizung. Die Polizeiausführung hatte eine Mittelschaltung anstatt der Lenkradschaltung.
Bis 1956 entstanden 25.532 Fahrzeuge dieses Typs. Nachfolger waren der Austin A95 und der Austin A105.